# Lutgard
Lutgard, född 1182 i Tongeren, död 16 juni 1246 i Aywières, var en flamländsk nunna och priorinna. Hon vördas som helgon i Romersk-katolska kyrkan. Hennes minnesdag är den 16 juni.

## Biografi
På grund av att hennes hemgift gått förlorad i affärer, sattes hon vid tolv års ålder i Sankta Katarina-klostret vid Sint-Truiden, där hon i flera år förde ett inte alltför religiöst leverne. Vid ett tillfälle kom emellertid, enligt hennes Vita, Jesus Kristus på besök och visade henne sina sår. Hon avlade därför, vid tjugo års ålder, sina nunnelöften hos benediktinerna som drev klostret. Hennes medsystrar betvivlade att omvändelsen skulle förbli, men Lutgard emottog både Jesus, Jungfru Maria och evangelisten Johannes. Enligt Roberto Bellarmino besökte också påve Innocentius III henne efter sin död, för att tacka henne för hennes böner. Vittnen uppger att hon stigmatiserades, leviterade och befann sig i extaser. Hon nekade till att bli abbedissa, men blev 1205 priorinna. Hon flyttade sedermera till ett cistercienskloster i Aywières, där hon hade svårt att lära sig språket, franska, men där hon trots språkförbistringen levde sina sista trettio år.
Under sin levnad var hon känd för att hela och för att profetera. De sista åren av sitt liv var hon blind.
Hennes hagiografi, Vita Lutgardis, författades ett par år efter hennes död av benediktinmunken och teologen Thomas av Cantimpré.
Lutgard är skyddshelgon för blinda och fysiskt handikappade.